# Giao Thịnh
Giao Thịnh là một xã thuộc huyện Giao Thủy, tỉnh Nam Định, Việt Nam.
Xã Giao Thịnh có diện tích 10,35 km², dân số năm 1999 là 11057 người, mật độ dân số đạt 1068 người/km². Đây là địa phương có dự án Đường cao tốc Ninh Bình – Hải Phòng đi qua.